# Venustiano Carranza, Distrito Federal
Venustiano Carranza là một đô thị thuộc bang Distrito Federal, México. Năm 2005, dân số của đô thị này là 447459 người.